# Lie Yukou
Lie Yokou (chinês: 列圄寇/列禦寇, pinyin: Lìe Yǔkòu, Wade–Giles: Lieh Yü-k'ou. Circa 400 a.C.), também conhecido como Liezi, Lie-Tzu e Lieh-tsé (chinês: 列子, pinyin: Lièzĭ, Wade–Giles: Lieh Tzu, lit. ‘Mestre  Lie’), foi um filósofo e rapsodo considerado o autor do clássico taoista Liezi, que utiliza seu nome honorífico, "Liezi". O segundo caractere chinês em Yokou é escrito kou (寇, "bandido; inimigo"); o primeiro é escrito yu (圄, "aprisionar"; 禦, "resistir, repelir"; ou, ocasionalmente, 御, "conduzir (carruagem), montar (cavalo), controlar" [o livro clássico taoista Zhuangzi diz que Liezi podia yufeng, 御風, "montar o vento"]). Lie Yukou nasceu no estado de Zheng, próximo à atual cidade de Zhengzhou, na província de Henan.

Há pouca evidência histórica de Lie Yokou como um filósofo das Cem escolas de pensamento do Período dos Reinos Combatentes. Isto pode ser devido à queima dos livros e enterro dos acadêmicos que ocorreu durante o reinado de Qin Shi Huang. Entretanto, alguns acadêmicos acreditam que o livro clássico taoista Zhuangzi tenha simplesmente inventado a figura de Liezi como um modelo taoista. Frederic H. Balfour, que traduziu vários textos taoistas, chamava Liezi de "o filósofo que nunca viveu". Lionel Giles expressa dúvida em sua Introdução: 
Muito pouco se sabe sobre nosso autor além do que ele fala sobre ele mesmo. Seu nome completo era Lieh Yü-k'ou, e parece que ele vivia no estado de Chêng não muito antes do ano 398 a.C., quando o primeiro-ministro Tzu Yang foi morto numa revolução. Ele aparece com destaque nas páginas do Chuang Tzu, onde nós aprendemos que ele podia "cavalgar o vento". Baseado no fato de que ele não é mencionado pelo historiador Ssu-ma Ch'ien, um certo crítico da dinastia Sung foi levado a declarar que Lieh Tzu foi apenas um personagem fictício criado por by Chuang Tzu, e que o tratado que leva seu nome foi forjado posteriormente. Esta teoria foi rejeitada por compiladores do grande Catálogo da Biblioteca de Ch'ien Lung, que representa a nata dos acadêmicos chineses do século XVIII.
Pode ser interessante notar que, na citação acima, Lionel Giles pode ter refutado seu pai Herbert Allen Giles, que escreveu sobre Lie Yukou ou Lieh-Tzu em sua tradução de Chuang Tzu. Aqui está a citação de Herbert Allen Giles: 

A extensão do real dano provocado por esta "queima dos livros" foi grandemente exagerada. Contudo, a mera tentativa de tamanho holocausto deu uma ótima chance aos acadêmicos da dinastia Han tardia (25-221), que parecem não ter adorado nada que não fosse forjar, se não tudo, pelo menos partes do trabalho de filósofos anteriores. Alguns até produziram um tratado sob o nome de Lieh Tzu, um filósofo mencionado por Chuang Tzu, não percebendo que o indivíduo em questão havia sido uma criação da mente de Chuang Tzu!